# فوروزماید
فورزماید (به انگلیسی: Furosemide) داروی مدر (ادرار آور) است دیوریتکهای لوپ که بر قوس لوله هنله در گلومرولهای کلیه اثر می‌کند. نام دیگر آن لازیکس است. فورزماید موجب افزایش دفع کلسیم و پتاسیم می‌شود. این دارو در درمان فشارخون بالا، ادم ریه حاد، آسیت و… کاربرد دارد.
اشکال دارویی: آمپول، قرص

## موارد مصرف
فوروزماید برای درمان پرفشاری خون مصرف می‌شود. همچنین برای کاهش ادم عمومی، افزایش جریان ادرار و در نتیجه کاهش وزن (برای ورزشکاران به عنوان دوپینگ محسوب می‌شود -سستی و بی‌حالی از عواقب آن است)، ادم ریه حاد، آسیت و… استفاده می‌شود.
فارماکوکینتیک
تقریباً ۶۰ تا ۷۰ درصد فوروزماید پس از مصرف خوراکی جذب می‌شود.
غذا ممکن است سرعت جذب را بدون تغییر اثر مُدری، کم کند.
پیوند فوروزماید به پروتئین بسیار زیاد است. نیمه عمر دارو نیم تا یک ساعت است.
متابولیسم دارو کبدی است.
1. این دارو در موارد بی ادراری و عیب کار کلیه باید با احتیاط فراوان مصرف شود.
2. این دارو ممکن است سبب بروز کمی پتاسیم و سدیم خون شود.
3. بیماران سالخورده ممکن است به اثرات این دارو بر روی فشارخون و الکترولیت‌ها حساس تر بوده و در معرض خطر بروز کلاپس گردش خون و حملات ترومبوآمبولی باشند.

تداخل‌های دارویی
مصرف هم‌زمان لیتیم با فوروزماید ممکن است موجب بروز مسمومیت ناشی از لیتیم شود. اثرات ضدانعقادی داروهای ضدانعقاد مانند آسپیرین، در صورت مصرف هم‌زمان با فوروزماید ممکن است افزایش یابد

## مکانیسم اثر
دیورتیکهای لوپ هنله شامل فورزماید، بومتانید و اتاکرینیک اسید، قویترین دیورتیکهای در دسترس هستند. آن‌ها کانال‌های سدیم و کلراید را در بخش صعودی قوس هنله نفرون مهار می‌کنند و از بازجذب سدیم جلوگیری می‌کنند و همین امر منجر به افزایش ترشح ادرار می‌شود.
این دسته از مدرها اتساع عروق محیطی را به اندازه دیورتیکهای تیازیدی کاهش نمی‌دهند؛ بنابراین همه‌جانبه عمل نکرده و به اندازه کافی در کاهش فشار خون مؤثر نیستند. به‌منظور افزایش ادرار دیورتیکهای لوپ از تیازیدها بسیار موثرترند و به‌طور متداول بیشتر در درمان بیماران با حجم بالای مایع به کار می‌روند.
با اثر بر روی قوس هنله موجب افزایش دفع کلسیم، پتاسیم و آب می‌شود.
اثر دارو از راه خوراکی پس از ۲۰ تا ۲۶ دقیقه و از راه تزریق وریدی پس از ۵ دقیقه شروع می‌شود.
زمان لازم برای رسیدن به اوج اثر مُدر دارو، از راه خوراکی ۱ تا ۲ ساعت و از راه وریدی طی ۳۰ دقیقه است. اوج اثر کاهندهٔ فشارخون این دارو تا چند روز پس از شروع درمان ظاهر نمی‌شود.
طول اثر دارو از راه خوارکی ۶ تا ۸ ساعت و از راه وریدی ۲ ساعت است.
۸۸ درصد فوروزماید از راه کلیه و ۱۲ درصد آن از راه صفرا و مدفوع دفع می‌شود.

## عوارض جانبی
کاهش سدیم خون، هیپوکالمی و هیپومنیزیمی، آلکالوز ناشی از کمی کلرور خون، افزایش دفع کلسیم، کاهش فشارخون، تهوع،سرفه خشک،کم شنوایی، اختلالات گوارشی، افزایش اوره خون و نقرس، افزایش موقت غلظت کلسترول و تری گلیسرید پلاسما با مصرف این دارو گزارش شده‌است.

## تداخلات دارویی
این دارو میتواند موجب افزایش سمیت کلیوی آنتی بیتیک های آمینوگلیکوزیدی نظیر جنتامایسین را افزایش میدهد. فوروزماید میتواند موجب کاهش لیتیم شود لذا احتمال مسمومیت دارو با لیتیم را افزایش میدهد. فورزماید احتمال مسمومیت با دیگوکسین را افزایش میدهد و مصرف همزمان آنها منع کامل دارد. مصرف فوروزماید میتواند موجب افزایش تاثیر داروهای ضد فشار دسته نیتراتها از جمله نیتروگلیسرین شود لذا مصرف همزمان آنها با هم باید با احتیاط همراه باشد و منع مصرف نسبی دارند.